# Médiář
Médiář – czeski portal informacyjny, poświęcony zagadnieniom z zakresu mediów i marketingu.
Serwis powstał w 2010 roku. W 2012 roku był drugim pod względem popularności czeskim pismem w swej kategorii.
Według stanu na 2020 rok funkcję redaktora naczelnego pełni Ondřej Aust. Wydawcą serwisu jest News Media s.r.o.